# まつざき幸介
まつざき 幸介（まつざき こうすけ、本名：松崎 英樹〈まつざき ひでき〉は、日本の歌手。神奈川県横浜市出身。
2006年6月21日に松崎英樹名義シングル「SAKE」でキングレコードよりデビュー。2008年2月5日セカンドシングル「君すむ街」からまつざき幸介に改名した。血液型O型。中央大学卒業。

## 人物
神奈川県横浜市港南区生まれ。父親が太平住宅に勤務していた関係で、自宅にミノルフォンレコード（会長の中山幸市が自費で設立したレーベル）のレコードが沢山あり、幼少期から歌謡曲や演歌に親しむ。
小学生の頃にチューリップのコンサートでドラムに目覚め、高校時代にはロックバンドのドラマーとして音楽活動をしていた。近所に住む同じドラマーとして松浦勝人とも交流があった。
中央大学商学部在学中にスナックのアルバイトを通して演歌の世界に目覚めるも、大学卒業後は税理士事務所や建築設計事務所に勤務する。
35歳を過ぎて近所にカラオケボックスができたことをきっかけに歌い始める。カラオケボックスの経営者にすすめられるままに2000年から2005年にかけて全国的なカラオケ大会に多数出場し、新宿コマ劇場で開催された「全国縦断カラオケフェスティバル」で優勝したことがきっかけとなり、2006年キングレコードより松崎英樹名義で「SAKE」でデビューする。この曲は彼が敬愛する小田純平が1987年にリリースした作品で、こうした縁によりセカンドシングル「君すむ街」は小田純平の書き下ろし作品となった。以降「鎌倉残照」「6月のジルバ」「一夜花」などのシングルおよびアルバムをリリースし、2013年の「酒よおまえは」からは日本クラウンに移籍している。

## 経歴
- 2005年8月：日本大衆音楽祭、グランプリ大賞。
- 2005年12月：全国縦断カラオケフェスティバル（新宿コマ劇場）、グランプリ
- 2006年6月21日：キングレコードより松崎英樹名義で「SAKE」でデビュー。
- 2008年2月5日：まつざき幸介に改名、セカンドシングル「君すむ街」をリリース。
- 2008年12月3日 : 「鎌倉残照(アコースティックver.)」リリース。鎌倉市観光協会後援曲。
- 2009年12月9日 : 「6月のジルバ」リリース。
- 2010年12月1日 : 初の映像作品として「6月のジルバ/夜泣き鳥 the movie」リリース。
- 2011年6月：都築響一著「演歌よ今夜も有難う」でその活動が紹介される。
- 2011年12月14日 : カバーアルバム「SIGNPOST」リリース。
- 2012年11月21日 : ベスト・アルバム「SIGNPOST 2 〜まつざき幸介BEST〜」リリース。
- 2013年8月28日 : 日本クラウンに移籍「酒よおまえは」をリリース。

## ディスコグラフィ

### シングル
- 松崎英樹名義（キングレコード）

| # | 発売日         | 曲順 | タイトル | 作詞   | 作曲       | 編曲       | 規格品番   |
| - | -------------- | ---- | -------- | ------ | ---------- | ---------- | ---------- |
| 1 | 2006年 6月21日 | 01   | SAKE     | 吉田旺 | 中野安兵衛 | 川端マモル | KICM-30022 |
| 1 | 2006年 6月21日 | 02   | 鎌倉残照 | かず翼 | 原まもる   | 川端マモル | KICM-30022 |

- まつざき幸介名義

| #  | 発売日         | 曲順 | タイトル                            | 作詞           | 作曲           | 編曲         | オリコン 最高順位 | レーベル      | 規格品番   |
| -- | -------------- | ---- | ----------------------------------- | -------------- | -------------- | ------------ | ----------------- | ------------- | ---------- |
| 1  | 2008年 2月5日  | 01   | 君すむ街                            | かず翼         | 小田純平       | 矢田部正     | -                 | A-force       | YZWG-15006 |
| 1  | 2008年 2月5日  | 02   | 横浜ロンリー                        | 小関リキ       | 小田純平       | 矢田部正     | -                 | A-force       | YZWG-15006 |
| 2  | 2008年 12月3日 | 01   | 鎌倉残照 (アコースティックver.)     | かず翼         | 原まもる       | 矢田部正     | -                 | A-force       | YZWG-15017 |
| 2  | 2008年 12月3日 | 02   | 鎌倉残照                            | かず翼         | 原まもる       | 矢田部正     | -                 | A-force       | YZWG-15017 |
| 3  | 2009年 12月9日 | 01   | 6月のジルバ                         | 朝比奈京子     | 小田純平       | 矢田部正     | -                 | A-force       | YZWG-15040 |
| 3  | 2009年 12月9日 | 02   | 夜泣き鳥                            | かず翼         | 小田純平       | 矢田部正     | -                 | A-force       | YZWG-15040 |
| 4  | 2010年 12月1日 | 01   | 一夜花                              | 伊藤美和       | 小田純平       | ヤタベタダシ | -                 | A-force       | YZWG-15069 |
| 4  | 2010年 12月1日 | 02   | 涙が出てきちゃう 〜ラストページ〜   | 石森ひろゆき   | 小田純平       | ヤタベタダシ | -                 | A-force       | YZWG-15069 |
| 5  | 2012年 6月6日  | 01   | 冬の空港                            | 朝比奈京子     | 小田純平       | ヤタベタダシ | -                 | A-force       | YZWG-15093 |
| 5  | 2012年 6月6日  | 02   | 雨のマドリード                      | 朝比奈京子     | 小田純平       | ヤタベタダシ | -                 | A-force       | YZWG-15093 |
| 6  | 2013年 1月23日 | 01   | 鎌倉残照                            | かず翼         | 原まもる       | 川端マモル   | -                 | A-force       | YZWG-15109 |
| 6  | 2013年 1月23日 | 02   | SAKE                                | 吉田旺         | 中野安兵衛     | 川端マモル   | -                 | A-force       | YZWG-15109 |
| 7  | 2013年 8月28日 | 01   | 酒よおまえは                        | かず翼         | 小田純平       | ヤタベタダシ | -                 | 日本 クラウン | CRCN-2549  |
| 7  | 2013年 8月28日 | 02   | 落葉樹                              | かず翼         | 小田純平       | ヤタベタダシ | -                 | 日本 クラウン | CRCN-2549  |
| 8  | 2014年 3月5日  | 01   | 酒よおまえは (リミックスバージョン) | かず翼         | 小田純平       | ヤタベタダシ | -                 | 日本 クラウン | CRCN-1778  |
| 8  | 2014年 3月5日  | 02   | さよならは言えない                  | かず翼         | 小田純平       | ヤタベタダシ | -                 | 日本 クラウン | CRCN-1778  |
| 9  | 2014年 12月3日 | 01   | 冬ヒバリ                            | かず翼         | 小田純平       | 矢田部正     | -                 | 日本 クラウン | CRCN-1835  |
| 9  | 2014年 12月3日 | 02   | 放浪いの果てに                      | かず翼         | 小田純平       | 矢田部正     | -                 | 日本 クラウン | CRCN-1835  |
| 10 | 2016年 1月6日  | 01   | 幸せかげぼうし                      | かず翼         | 小田純平       | 矢田部正     | 50位              | 日本 クラウン | CRCN-1929  |
| 10 | 2016年 1月6日  | 02   | 雨音                                | かず翼         | 小田純平       | 矢田部正     | 50位              | 日本 クラウン | CRCN-1929  |
| 11 | 2017年 1月25日 | 01   | かたぐるま                          | 伊藤美和       | 小田純平       | 矢田部正     | -                 | 日本 クラウン | CRCN-8024  |
| 11 | 2017年 1月25日 | 02   | 待ちくたびれて                      | 伊藤美和       | 小田純平       | 矢田部正     | -                 | 日本 クラウン | CRCN-8024  |
| 11 | 2017年 1月25日 | 03   | 君すむ街                            | かず翼         | 小田純平       | 矢田部正     | -                 | 日本 クラウン | CRCN-8024  |
| 12 | 2018年 1月10日 | 01   | 蜃気楼                              | 伊藤美和       | 小田純平       | 矢田部正     | 50位              | 日本 クラウン | CRCN-8114  |
| 12 | 2018年 1月10日 | 02   | まなざしにグッバイ                  | かず翼         | 小田純平       | 矢田部正     | 50位              | 日本 クラウン | CRCN-8114  |
| 13 | 2019年 1月16日 | 01   | グラスの花                          | 朝比奈京仔     | 小田純平       | 矢田部正     | 44位              | 日本 クラウン | CRCN-8218  |
| 13 | 2019年 1月16日 | 02   | 夕月橋                              | 朝比奈京仔     | 小田純平       | 矢田部正     | 44位              | 日本 クラウン | CRCN-8218  |
| 13 | 2019年 1月16日 | 03   | 奴凧                                | 高橋直人       | ジュンイチロー | 松下英樹     | 44位              | 日本 クラウン | CRCN-8218  |
| 14 | 2019年 8月7日  | 01   | 雨音                                | かず翼         | 小田純平       | 矢田部正     | -                 | 日本 クラウン | CRCN-8271  |
| 14 | 2019年 8月7日  | 02   | 海風                                | 石森ひろゆき   | 小田純平       | 川村栄二     | -                 | 日本 クラウン | CRCN-8271  |
| 14 | 2019年 8月7日  | 03   | 幸せかげぼうし                      | かず翼         | 小田純平       | 矢田部正     | -                 | 日本 クラウン | CRCN-8271  |
| 15 | 2020年 2月26日 | 01   | 涙のピリオド                        | かず翼         | 小田純平       | 矢田部正     | 42位              | 日本 クラウン | CRCN-8315  |
| 15 | 2020年 2月26日 | 02   | 心揺れるままに                      | かず翼         | 小田純平       | 矢田部正     | 42位              | 日本 クラウン | CRCN-8315  |
| 16 | 2021年 3月3日  | 01   | 哀しみのアドレス                    | かず翼         | 小田純平       | 矢田部正     | 49位              | 日本 クラウン | CRCN-8392  |
| 16 | 2021年 3月3日  | 02   | 涙のピリオド                        | かず翼         | 小田純平       | 矢田部正     | 49位              | 日本 クラウン | CRCN-8392  |
| 16 | 2021年 3月3日  | 03   | 思い出にする前に                    | かず翼         | 小田純平       | 矢田部正     | 49位              | 日本 クラウン | CRCN-8392  |
| 17 | 2022年 2月2日  | 01   | 悲愛                                | 森下玲可       | 小田純平       | 矢田部正     | 44位              | 日本 クラウン | CRCN-8462  |
| 17 | 2022年 2月2日  | 02   | 願い                                | 森下玲可       | 小田純平       | 矢田部正     | 44位              | 日本 クラウン | CRCN-8462  |
| 18 | 2023年 2月8日  | 01   | おもいで通り雨                      | かず翼         | 小田純平       | 矢田部正     | 47位              | 日本 クラウン | CRCN-8545  |
| 18 | 2023年 2月8日  | 02   | ふるさと川                          | かず翼         | 小田純平       | 矢田部正     | 47位              | 日本 クラウン | CRCN-8545  |
| 19 | 2024年 2月7日  | 01   | 月の秤                              | 朝比奈京仔     | 小田純平       | 矢田部正     | -                 | 日本 クラウン | CRCN-8635  |
| 19 | 2024年 2月7日  | 02   | もう一度シェイク・ハンズ            | 朝比奈京仔     | 小田純平       | 矢田部正     | -                 | 日本 クラウン | CRCN-8635  |
| 20 | 2025年 2月26日 | 01   | 砂時計                              | ジュンイチロー | ジュンイチロー | 若草恵       | -                 | 日本 クラウン | CRCN-8731  |
| 20 | 2025年 2月26日 | 02   | NAGASAKI物語                        | 小野サトル     | 小野サトル     | 若草恵       | -                 | 日本 クラウン | CRCN-8731  |

### アルバム
| 発売日         | タイトル                             | レーベル     | 規格品番   |
| -------------- | ------------------------------------ | ------------ | ---------- |
| 2011年12月14日 | SIGNPOST                             | A-force      | YZWG-5006  |
| 2012年11月21日 | SIGNPOST 2〜まつざき幸介BEST〜       | A-force      | YZWG-5009  |
| 2017年5月10日  | SIGNPOST 3〜まつざき幸介最新ベスト〜 | 日本クラウン | CRCN-20432 |
| 2019年3月6日   | SIGNPOST 4〜My Favorite Songs〜      | 日本クラウン | CRCN-20456 |
| 2019年12月4日  | SIGNPOST 5〜まつざき幸介最新ベスト〜 | 日本クラウン | CRCN-41338 |
| 2022年5月11日  | SIGNPOST 6〜まつざき幸介最新ベスト〜 | 日本クラウン | CRCN-41406 |
| 2024年2月7日   | SIGNPOST 7〜まつざき幸介最新ベスト〜 | 日本クラウン | CRCN-41481 |

### 映像作品

#### ミュージック・ビデオ
| 発売日        | タイトル                       | レーベル | 規格 | 規格品番   |
| ------------- | ------------------------------ | -------- | ---- | ---------- |
| 2010年12月1日 | 6月のジルバ/夜泣き鳥 the movie | A-force  | DVD  | WEXD-15040 |